# René Bot
René Bot (Velsen, 6 november 1978) is een Nederlands voormalig prof-voetballer.
Bot begon zijn carrière in zijn geboorteplaats Velsen bij de Stormvogels en HFC Haarlem. Feyenoord pikte de verdediger daar op en in het seizoen 1997/1998 speelde hij zijn eerste vijf duels in het betaalde voetbal, voor Feyenoord. Het daaropvolgende seizoen kwam Bot eenmaal in actie voor de Rotterdammers en vertrok datzelfde jaar naar De Graafschap, waar hij nog negenmaal speelde dat seizoen. Het seizoen dat volgde bracht hem tot twaalf wedstrijden, maar daarna werd Bot een vaste waarde in de achterhoede van de Doetinchemmers. Tot de zomer van 2005 kwam hij aan 171 wedstrijden, waarin hij viermaal doel trof.
Bot bouwde een reputatie op als harde verdediger. Hij kreeg relatief vele kaarten gedurende zijn carrière. In 2005 moest Bot het ontgelden toen analyticus Hugo Borst de mening uitte dat hij niet op een voetbalveld thuishoort door zijn "vuile acties". Een percentage supporters van De Graafschap waardeerden hem juist om zijn zogenaamde 'D'ran-instelling' (de leus van de Superboeren, vrij vertaald: er tegenaan). Na 10,5 seizoen De Graafschap werd het contract van de Velsenaar niet meer verlengd. Bot legde vervolgens proefstages af bij Aberdeen FC en Plymouth Argyle FC, maar wilde niet langer op uitsluitsel van die clubs wachten en ging daarop in op een aanbieding van AGOVV Apeldoorn. Helaas voor hem had hij in de twee jaar die hij in Apeldoorn veel blessures, en besloot op 14 april 2011 zijn carrière per direct te beëindigen, hij speelde in Apeldoorn slechts 11 wedstrijden.
Aansluitend ging hij voor FC Presikhaaf in de 1e klasse spelen.
Op dit moment speelt Rene Bot ook nog bij Oud-De Graafschap. Het team van oud-voetballers die voor de club uit Doetinchem hebben gevoetbald.
Bot is actief als personal trainer en is eigenaar van Getfit35.

## Erelijst

### Met Feyenoord
| Competitie | Aantal | Jaren   |
| ---------- | ------ | ------- |
| Eredivisie | 1x     | 1998/99 |

### Met de Graafschap
| Competitie     | Aantal | Jaren   |
| -------------- | ------ | ------- |
| Eerste divisie | 1x     | 2006/07 |